# Trần Việt Trường
Trần Việt Trường (sinh ngày 15 tháng 4 năm 1971) là chính trị gia nước Cộng hòa xã hội chủ nghĩa Việt Nam. Ông từng là Ủy viên Ban Thường vụ Đảng ủy Mặt trận Tổ quốc, các đoàn thể Trung ương, Phó Chủ tịch Uỷ ban Trung ương MTTQ Việt Nam khoá X, nhiệm kỳ 2024 - 2029.
Ông từng là Phó Bí thư Thành ủy, Bí thư Ban Cán sự Đảng, Chủ tịch Ủy ban nhân dân thành phố Cần Thơ , Trưởng Ban Tuyên giáo Thành ủy Cần Thơ; Thường vụ Thành ủy, Bí thư Quận ủy quận Ninh Kiều, thành phố Cần Thơ; Ủy viên Ban Thường vụ Ban Chấp hành Trung ương Đoàn Thanh niên Cộng sản Hồ Chí Minh, Bí thư Thành đoàn Cần Thơ.

## Xuất thân và giáo dục
Trần Việt Trường sinh ngày 15 tháng 4 năm 1971 tại xã Tân Phước Hưng, huyện Phụng Hiệp, tỉnh Hậu Giang. Ông lớn lên và theo học phổ thông ở quê nhà. Trong lĩnh vực học vấn, ông theo học tại thành phố Cần Thơ, Thành phố Hồ Chí Minh, nhận bằng Kỹ sư Điện – Điện tử thuộc khoa học tự nhiên, sau đó ông học cao học khoa học xã hội, nhận bằng Thạc sĩ Chính trị học chuyên ngành Xây dựng Đảng, Tổ chức rồi tiếp tục là nghiên cứu sinh khoa học quốc phòng, trở thành Tiến sĩ Quân sự chuyên ngành Chiến lược Quốc phòng.
Ngày 23 tháng 9 năm 1996, ông được kết nạp Đảng Cộng sản Việt Nam, trở thành đảng viên chính thức vào ngày 23 tháng 9 năm 1997. Trong quá trình hoạt động Đảng và Nhà nước, ông theo học các khóa tại Học viện Chính trị Quốc gia Hồ Chí Minh, nhận bằng Cao cấp lý luận chính trị. Nay, ông thường trú tại khu B3-68, Khu dân cư An Thới, số 512 đường Cách mạng tháng Tám, phường Bùi Hữu Nghĩa, quận Bình Thủy, thành phố Cần Thơ.

## Sự nghiệp

### Thời kỳ đầu
Tháng 12 năm 1993, sau khi hoàn thành giáo dục bậc đại học Trần Việt Trường bắt đầu sự nghiệp với vị trí là công nhân Tổ cơ điện – nước, Xí nghiệp thuộc da Meko. Ông làm việc ở xí nghiệp thuộc doanh nghiệp nhà nước này trong gần một năm.
Tháng 9 năm 1994, ông được điều chuyển sang làm cán bộ Ban Thiếu nhi – Trường học, cán bộ tổ chức – Ban Xây dựng Đoàn, thuộc Đoàn Thanh niên Cộng sản Hồ Chí Minh tỉnh Cần Thơ. Tháng 3 năm 1997, ông là Ủy viên Ban chấp hành, Phó Ban Tổ chức – Kiểm tra Tỉnh đoàn Cần Thơ rồi nâng lên là Ủy viên Ban Thường vụ, Trưởng Ban Phong trào Tỉnh đoàn Cần Thơ. Tháng 9 năm 2002, ông nhậm chức Phó Bí thư Tỉnh đoàn, Trưởng Ban Thanh Thiếu nhi – Trường học, Chủ tịch Hội đồng Đội Tỉnh đoàn Cần Thơ; Phó Bí thư Thành đoàn thành phố Cần Thơ sau khi Cần Thơ trở thành thành phố trực thuộc trung ương. Đến tháng 11 năm 2005, trong kỳ Đại hội Đảng bộ thành phố Cần Thơ, ông được bầu làm Thành ủy viên, Ủy viên Ban chấp hành; Ủy viên Ban Thường vụ Trung ương Đoàn Thanh niên Cộng sản Hồ Chí Minh, Bí thư Thành đoàn Cần Thơ.

### Lãnh đạo cấp tỉnh
Tháng 9 năm 2010, tại Đại hội Đảng bộ thành phố Cần Thơ, Trần Việt Trường được bầu làm Thành ủy viên, Ủy viên Ban Thường vụ Thành ủy, Bí thư Quận ủy Ninh Kiều, thành phố Cần Thơ. Tháng 1 năm 2013, ông là Ủy viên Ban Thường vụ Thành ủy được điều động làm Trưởng Ban Tuyên giáo Thành ủy Cần Thơ. Ông giữ vị trí này trong hơn bảy năm 2013 – 2020. Ngày 25 tháng 9 năm 2020, tại Đại hội đại biểu Đảng bộ thành phố Cần Thơ nhiệm kỳ 2020 – 2025, ông được bầu giữ chức Phó Bí thư Thành ủy Cần Thơ.

### Lãnh đạo Cần Thơ
Ngày 15 tháng 10 năm 2020, tại kỳ họp thứ 18, Hội đồng nhân dân thành phố Cần Thơ khóa IX, nhiệm kỳ 2016 – 2021, các đại biểu thống nhất miền nhiệm Lê Quang Mạnh, bầu Trần Việt Trường làm Chủ tịch Ủy ban nhân dân thành phố Cần Thơ, nhiệm kỳ 2016 – 2021 với số phiếu 50/51 phiếu tán thành (đạt tỉ lệ 96,15%). Là một chính trị gia có kiến thức học vấn ở cả khoa học tự nhiên và khoa học xã hội, học vị Tiến sĩ Quân sự, sau khi vào vị trí người đứng đầu chính quyền thành phố, ông phát biểu rằng sẽ hỗ trợ và cùng Bí thư Thành ủy Lê Quang Mạnh cố gắng hết mình cùng Đảng bộ, nhân dân xây dựng Cần Thơ sớm trở thành thành phố sinh thái, đô thị hạt nhân của vùng Đồng bằng sông Cửu Long.

### Mặt trận Tổ quốc Việt Nam
Ngày 18 tháng 1 năm 2025, tại hội nghị công bố quyết định của Bộ Chính trị về công tác cán bộ tại Thành ủy Cần Thơ, Ban Bí thư đã đồng ý giới thiệu ông Trần Việt Trường - Phó Bí thư Thành ủy, Chủ tịch UBND TP. Cần Thơ, tham gia Đảng đoàn để hiệp thương, bầu giữ chức Phó Chủ tịch Uỷ ban Trung ương MTTQ Việt Nam.
Ngày 20 tháng 1 năm 2025, Uỷ ban Trung ương Mặt trận Tổ quốc Việt Nam tổ chức Hội nghị Đoàn Chủ tịch lần thứ nhất khoá X, nhiệm kỳ 2024 - 2029. Tại hội nghị, 100% đại biểu dự hội nghị biểu quyết đồng ý giới thiệu ông Trần Việt Trường tham gia Đảng đoàn để hiệp thương, bầu giữ chức Phó Chủ tịch Uỷ ban Trung ương MTTQ Việt Nam. Tại Hội nghị Uỷ ban Trung ương MTTQ Việt Nam lần thứ 2, ông Trần Việt Trường được 100% đại biểu có mặt biểu quyết hiệp thương, bầu giữ chức Phó Chủ tịch Uỷ ban Trung ương MTTQ Việt Nam khoá X, nhiệm kỳ 2024 - 2029.

## Kỷ luật
Ngày 4 tháng 4 năm 2025, tại kỳ họp thứ 55, Ủy ban Kiểm tra Trung ương đã xem xét, kết luận một số nội dung. Ông Trần Việt Trường trong thời gian giữ chức vụ Phó Bí thư Thành ủy, Bí thư Ban cán sự đảng, Chủ tịch Uỷ ban nhân dân thành phố Cần Thơ đã vi phạm quy định của Đảng, pháp luật của Nhà nước trong thực hiện chức trách, nhiệm vụ được giao, trong phòng, chống tham nhũng, tiêu cực; vi phạm quy định những điều đảng viên không được làm và trách nhiệm nêu gương, gây hậu quả nghiêm trọng, làm giảm uy tín của tổ chức đảng và chính quyền địa phương, đến mức phải thi hành kỷ luật. Xét nội dung, tính chất, mức độ, hậu quả, nguyên nhân vi phạm; căn cứ quy định của Đảng, UBKT Trung ương quyết định thi hành kỷ luật Cảnh cáo.